# Puente de Arcole
El puente de Arcole (del francés: Pont d'Arcole) es un puente parisino sobre el río Sena situado en el IV Distrito de la ciudad. Une la Isla de la Cité con el Ayuntamiento de París.  
En 1999, quedó incluido dentro de la delimitación del ámbito de Riberas del Sena en París, bien declarado patrimonio de la Humanidad por la Unesco.

## Historia
La primera versión del puente, un puente suspendido de 6 metros y con un apoyo central en el río,  se construyó en 1828. Inicialmente de uso peatonal, se llamó durante sus dos primeros años de vida Pasarela de Grève (Pasarelle de Grève). Tras ello adoptó su nombre actual. Aunque algunas hipótesis sitúan el origen del nombre en la conmemoración de la Batalla del puente de Arcole, la versión más extendida indica que el nombre proviene de la muerte de un joven republicano llamado Arcole cerca del propio puente durante la Revolución de 1830.
En 1854, se decidió hacer un puente más resistente y permitir así el paso de vehículos. La nueva obra de hierro forjado, en lugar del habitual para la época hierro fundido, sorteaba el río sin apoyo central lo que suponía un gran avance técnico.
En 1945, fue usado por las tropas del General Leclerc para llegar hasta el Ayuntamiento de París durante la liberación de la ciudad de la ocupación alemana. 
En 1995, el puente fue pintado y se realizaron obras de cara a mejorar su impermeabilidad.